# بوتكا
بوتكا (بالروسية: Бутка) هي مدينة في مقاطعة سفيردلوفسك أوبلاست في روسيا.

## أعلام
- بوريس يلتسن